# Stellerina xyosterna
Stellerina xyosterna és una espècie de peix pertanyent a la família dels agònids i l'única del gènere Stellerina.

## Descripció
- Fa 16 cm de llargària màxima.
- Aleta caudal arrodonida.[3][4]

## Hàbitat
És un peix marí, demersal i de clima subtropical que viu entre 5 i 75 m de fondària.

## Distribució geogràfica
Es troba al Pacífic oriental: des de les illes de la Reina Carlota (la Colúmbia Britànica, el Canadà) fins a la Baixa Califòrnia (Mèxic).

## Observacions
És inofensiu per als humans.